# Episodi de Il mondo segreto di Alex Mack (seconda stagione)
La seconda stagione della serie televisiva Il mondo segreto di Alex Mack è stata trasmessa in anteprima negli Stati Uniti d'America dalla Nickelodeon tra il 14 ottobre 1995 e il 28 settembre 1996.
| nº | Titolo originale                 | Titolo italiano | Prima TV USA      | Prima TV Italia |
| -- | -------------------------------- | --------------- | ----------------- | --------------- |
| 1  | The Journal                      |                 | 14 ottobre 1995   |                 |
| 2  | Double Bogey                     |                 | 14 ottobre 1995   |                 |
| 3  | New Kid in Town                  |                 | 21 ottobre 1995   |                 |
| 4  | The Secret                       |                 | 28 ottobre 1995   |                 |
| 5  | Suspect                          |                 | 4 novembre 1995   |                 |
| 6  | Pressure                         |                 | 11 novembre 1995  |                 |
| 7  | The Secret World of Ray Alvarado |                 | 18 novembre 1995  |                 |
| 8  | Rat Trap                         |                 | 2 dicembre 1995   |                 |
| 9  | Busted                           |                 | 9 dicembre 1995   |                 |
| 10 | The Gift                         |                 | 23 dicembre 1995  |                 |
| 11 | Ray Goes to Washington           |                 | 7 gennaio 1996    |                 |
| 12 | Trophy Case                      |                 | 6 gennaio 1996    |                 |
| 13 | On the Rocks                     |                 | 13 gennaio 1996   |                 |
| 14 | Saturn                           |                 | 20 luglio 1996    |                 |
| 15 | Mack TV                          |                 | 27 luglio 1996    |                 |
| 16 | The Party                        |                 | 3 agosto 1996     |                 |
| 17 | Carnival                         |                 | 10 agosto 1996    |                 |
| 18 | Local Hero                       |                 | 14 settembre 1996 |                 |
| 19 | World Without Alex               |                 | 21 settembre 1996 |                 |
| 20 | Nerve                            |                 | 28 settembre 1996 |                 |